# Караяни, Ана
Ана Караяни (рум. Ana Caraiani; род. 1984, Бухарест) — румыно-американский математик, научный сотрудник Королевского общества и заведующий кафедрой Хаусдорфа в Боннском университете. В сферу её научных интересов входят алгебраическая теория чисел и программа Ленглендса.

## Образование
Караяни родилась в Бухаресте и училась в средней школе имени Михая Витеазула. В 2001 году Караяни стала первой за 15 лет румынкой, участвовавшей в Международной математической олимпиаде, где она завоевала серебряную медаль. В последующие два года она завоевала две золотые медали.
Окончив среднюю школу в 2003 году, она продолжила обучение в Соединённых Штатах. Будучи студенткой Принстонского университета, Караяни дважды была стипендиатом Патнема (единственная участница математического конкурса Уильяма Лоуэлла Патнема, победившая более одного раза) и обладательницей премии Элизабет Лоуэлл Патнем. В 2007 году Караяни с отличием окончила Принстонский университет, защитив под руководством Эндрю Уайлса бакалаврскую диссертацию по представлениям Галуа.
Караяни прошла аспирантуру в Гарвардском университете под руководством студента Уайлса Ричарда Тейлора и получила докторскую степень в 2012 году, защитив диссертацию на тему локально-глобальной совместимости в соответствии Ленглендса.

## Карьера
Проработав год преподавателем по программе Диксона в Чикагском университете, она вернулась в Принстон и в Институт перспективных исследований по программе Веблена и в качестве постдокторанта NSF. В 2016 году она перешла в Центр математики имени Хаусдорфа в качестве Bonn Junior Fellow. В 2017 году она перешла в Имперский колледж Лондона в качестве научного сотрудника и старшего преподавателя (Fellow and Senior Lecturer) Королевского общества. В 2019 году она стала научным сотрудником и преподавателем (Fellow and Reader) Королевского общества в Имперском колледже Лондона. С 2021 года Караяни — штатный профессор Имперского колледжа Лондона. В 2022 году она вернулась в Боннский университет на должность заведующей кафедрой Хаусдорфа.

## Признание
В 2007 году Ассоциация женщин-математиков наградила Караяни премией имени Элис Т. Шефер. В 2018 году она стала одним из лауреатов премии Уайтхеда Лондонского математического общества.
Караяни была избрана членом Американского математического общества в 2020 году за «вклад в арифметическую геометрию и теорию чисел, в частности в {\displaystyle p}-адическую программу Ленглендса». Она одна из победителей премии EMS 2020 года. В сентябре 2022 года ей была присуждена премия за прорыв в математике 2023 года. В 2024 году Караяни была избрана в Европейскую академию.